# 光相桥
30°01′01″N 120°34′49″E / 30.017059°N 120.580212°E
光相桥为位于中国浙江省绍兴市越城区古城西北侧，北海桥直街东首、环城北路旁的一座单孔石拱桥，南北向跨老城河，始建于东晋，因桥畔的光相寺而得名，元代至正元年（1341）、明隆庆元年（1567）和清乾隆、嘉庆时均有重修，最近一次重修为1982年。
该桥拱券采用纵联分节并列砌筑，桥拱四分之一处有兽头横系石各一，拱石镌有莲花座图案与“南无阿弥陀佛”、“至正辛已重建光相桥”、“古有光相……至正□年五月吉日……”等题记。桥总长30.8米，桥面净宽4.9米，总高5.5米，拱高4.4米，跨径8.35米，南北两侧分别沿24级和23级台阶而上，桥面两侧置高0.55米、宽0.28米的石栏板，栏板末端置抱鼓石，望柱每侧各六，上置覆莲，北侧靠桥端的一根望柱上刻有“隆庆元年吉日重修”。